# 霍斯特羅盧恰
50°25′16″N 31°16′42″E / 50.42111°N 31.27833°E

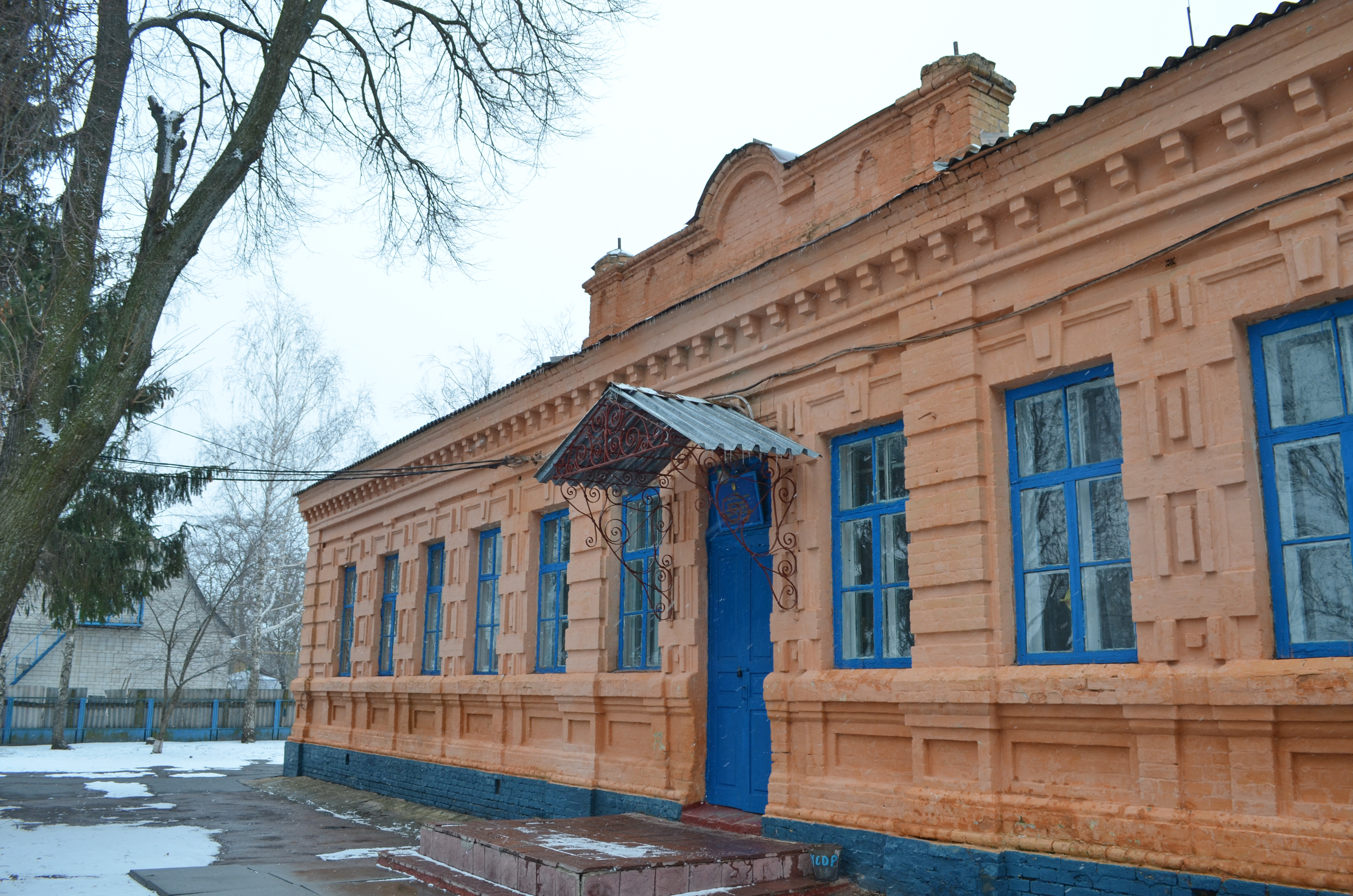

霍斯特羅盧恰（羅馬化：Hostroluchchia）是位於烏克蘭北部的村莊，由基辅州布羅瓦里區的巴里希夫卡市鎮負責管轄。該村面積4.87平方公里，海拔高度101米，2001年人口1,088，人口密度每平方公里194.2人。